# Quidam éditeur
Quidam Éditeur est une maison d'édition française créée en 2002 par Pascal Arnaud.

## Histoire
Quidam éditeur a été créé par Pascal Arnaud à Meudon (Hauts-de-Seine) en 2002,, sous le signe du curieux personnage d'Arzach, dessin offert par Moebius pour devenir le logo de la maison, conséquence d'une interview sur une radio libre menée par Pascal Arnaud auparavant. 
La maison accède progressivement à une certaine notoriété, se signalant par son opiniâtreté dans la recherche d'auteurs "à part", tant français qu'étrangers, et obtient une réelle reconnaissance publique, notamment en tant qu'éditeur de B.S. Johnson et de la biographie que lui consacre Jonathan Coe. 
La maison d'édition rencontre des difficultés en 2011-2013,, durant laquelle un ouvrage devra notamment être produit en souscription, mais surmonte cette crise et repart de l'avant dès 2014, grâce notamment à la solidarité des lecteurs et des libraires. 
Interrogé en 2014 sur ce qui l'a poussé à cette création, Pascal Arnaud répond : « Un faisceau de circonstances : une mort, une naissance à venir, un dessin de Moebius, un coup de pied au cul symbolique, l’autodidacte cet animal, l’envie d’être étonné, l’envie d’étonner, le fantasme peut-il prendre corps, le goût du risque enfin, tenter de faire grand (de sens) avec rien (no pépètes) ». 
La démarche d'édition est principalement volontariste, l'éditeur mentionnant n'avoir en quatorze ans publié que cinq textes reçus par la poste, soit environ 10 % de son catalogue français (ces envois acceptés étant les romans de Philippe Annocque, Denis Decourchelle, Pierre Terzian, Romain Verger et Catherine Ysmal). 
La maison a publié 17 ouvrages durant ses cinq premières années (2002-2006), 46 durant les cinq suivantes (2007-2011) et 26 entre 2012 et 2016. 

## Publications
- Maïca Sanconie, Amor, nouvelles, 2002
- Robert Perchan, La Chorée de Perchan, roman, 2002
- B.S. Johnson, R.A.S. Infirmière-chef, trad. Françoise Marel, roman, 2003 (House Mother Normal, 1971)
- Ron Butlin, Le Son de ma voix, trad. Valérie Morlot, roman, 2004 (The Sound of my Voice, 1987) - Rééd. en poche, 2012
- Maïca Sanconie, De troublants détours, roman, 2004
- B.S. Johnson, Christie Malry règle ses comptes, trad. Françoise Marel, roman, 2004 (Christie Malry's Own Double-Entry, 1973)
- Bruno Testa, Dépression tropicale, roman, 2004
- Olivier Vigna, L'Appendice des jours, roman, 2004
- Michel Karpinski, La Sortie au jour, roman, 2005
- Undine Gruenter, La Cache du Minotaure, trad. Marielle Roffi, roman, 2005 (Das Versteck des Minotauros, 2001)
- Ron Butlin, Visites de nuit, trad. Valérie Morlot, roman, 2005 (Night Visits, 1997)
- Bruno Testa, L'Adoption, roman, 2005
- Vedrana Rudan, Rage, trad. Alain Cappon, roman, 2005 (Uho, grlo, nož, 2002)
- Romain Verger, Zones sensibles, roman, 2006
- Eva Figes, La Version de Nelly, trad. Françoise Marel, roman, 2006 (Nelly's Version, 1977)
- Kate Braverman, Lithium pour Médée, trad. Françoise Marel, roman, 2006 (Lithium for Medea, 1979)
- John Herdman, Imelda, trad. Maïca Sanconie, novella, 2006 (Imelda, 1993)
- Lionel Bourg, L'Engendrement, roman, 2007
- Undine Gruenter, Le Jardin clos, trad. Marielle Roffi, roman, 2007 (Der Verschlossene Garten, 2004)
- Reinhard Jirgl, Les Inachevés, trad. Martine Rémon, roman, 2007 (Die Unvollendeten, 2003)
- Stéphane Padovani, La Veilleuse, novella, 2007
- B.S. Johnson, Chalut, trad. Françoise Marel, roman, 2007 (Trawl, 1966)
- Jérôme Lafargue, L'Ami Butler, roman, 2007
- Romain Verger, Grande Ourse, roman, 2007
- Alain Lacroix, Constellation, roman, 2008
- Claudio Piersanti, Enrico Metz rentre chez lui, trad. Marguerite Pozzoli, roman, 2008 (Il ritorno a casa di Enrico Metz, 2006)
- Nella Bielski, C'était l'an 42, roman, 2008
- Nils Trede, La Vie pétrifiée, roman, 2008
- Marie Frering, Désirée, novella, 2008
- Rolf Dieter Brinkmann, Rome, regards, trad. Martine Rémon, roman, 2008 (Rom, Blicke, 1979)
- B.S. Johnson, Albert Angelo, trad. Françoise Marel, roman, 2009 (Albert Angelo, 1964)
- Annette Mingels, Histoires de l'amour, trad. Martine Rémon, nouvelles, 2009 (Romantiker, 2007)
- Philippe Annocque, Liquide, roman, 2009
- Victoria Horton, Grand Ménage, roman, 2009
- David M. Thomas, Un plat de sang andalou, roman, 2009
- Jérôme Lafargue, Dans les ombres sylvestres, roman, 2009
- Karsten Dümmel, Le Dossier Robert, trad. Martine Rémon, roman, 2009 (Nachtstaub und Klopfzeichen oder Die Akte Robert, 2007)
- John Berger, La Tenda rouge de Bologne, trad. Pascal Arnaud, récit, 2009 (The Red Tenda of Bologna, 2007)
- B.S. Johnson, Les Malchanceux, trad. Françoise Marel, roman, 2009 (The Unfortunates, 1969)
- Denis Decourchelle, La Persistance du froid, roman, 2010
- Jonathan Coe, B.S. Johnson, histoire d'un éléphant fougueux, trad. Vanessa Guignery, essai, 2010 (Like a Fiery Elephant: The Story of B.S. Johnson, 2004)
- Marie Frering, L'Ombre des montagnes, roman, 2010
- Besik Kharanaouli, Le Livre d'Amba Besarion, trad. Marie Frering et Omar Tourmanaouli, roman, 2010 (en géorgien : წიგნი ამბა ბესარიონისა)
- Lionel Bourg, L'Horizon partagé, roman, 2010
- Paulus Hochgatterer, Brève histoire de pêche à la mouche, trad. Françoise Kenk, roman, 2010 (Eine kurze Geschichte vom Fliegenfischen, 2003)
- Ménis Koumandaréas, La Femme du métro, trad. Michel Volkovitch, novella, 2010 (en grec : Η γυναίκα που πετά, 2006)
- David M. Thomas, Nos yeux maudits, roman, 2010
- Miguel Duplan, Un long silence de carnaval, novella, 2010
- Reinhard Jirgl, Renégat, roman du temps nerveux, trad. Martine Rémon, roman, 2010 (Abtrünnig - Roman aus der nervösen Zeit, 2005)
- Philippe Annocque, Monsieur le Comte au pied de la lettre, roman, 2010
- Romain Verger, Forêts noires, roman, 2010
- Christoph Meckel, Portrait-robot : Mon père / Ma mère, trad. Florence Tenenbaum-Eouzan, récits, 2011 (Suchbild - Über meinen Vater, 1980 et Suchbild: meine Mutter, 2002)
- Jacques Josse, Cloués au port, roman, 2011
- Victoria Horton, Attachements, roman, 2011
- Gabriel Josipovici, Moo Pak, trad. Bernard Hoepffner, roman, 2011 (Moo Pak, 1994)
- Maïca Sanconie, Le Bord du ciel, roman, 2011
- Érsi Sotiropoúlou, Dompter la bête, trad. Michel Volkovitch, roman, 2011 (en grec : Δαμάζοντας το κτήνος, 2003)
- Marc Villemain, Le Pourceau, le Diable et la Putain, roman, 2011
- Ménis Koumandaréas, Le Beau Capitaine, trad. Michel Volkovitch, roman, 2011 (en grec : Ο ωραίος Λοχαγός, 1982)
- Jérôme Lafargue, L'Année de l'hippocampe, roman, 2011
- Nick Barlay, La Femme d'un homme qui, trad. Françoise Marel, roman, 2011 (The Wife of a Man Who, 2014)
- Michael Lentz, Mourir de mère, trad. Sophie Andrée Herr, roman, 2011 (Muttersterben, 2001)
- Paul Desalmand, Le Pilon, roman, 2011
- Pierre Terzian, Crevasse, roman, 2012
- Bettina Bàlaka, Murmures de glace, trad. Martine Rémon, roman, 2012 (Eisflüstern, 2006)
- Zyránna Zatéli, Le Vent d'Anatolie, trad. Michel Volkovitch, novella, 2012 (en grec : Στην Ερημια Με Χάρι, 1986)
- Stéphane Padovani, L'Autre vie de Valérie Straub, novella, 2012
- Marie Cosnay, À notre humanité, roman, 2012
- Paulus Hochgatterer, La Douceur de la vie, trad. Françoise Kenk, roman, 2012 (Die Süsse des Lebens, 2006)
- Gabriel Josipovici, Tout passe, trad. Claro, novella, 2012 (Everything Passes, 2006)
- Catherine Ysmal, Irène, Nestor et la Vérité, roman, 2013
- Philippe Annocque, Rien (qu'une affaire de regard), roman, 2014
- Catherine Ysmal, À vous tous, je rends la couronne, novella, 2014
- Gabriel Josipovici, Goldberg : Variations, trad. Bernard Hœpffner, roman, 2014 (Goldberg: Variations, 2002)
- Kate Braverman, Bleu éperdument, trad. Morgane Saysana, nouvelles, 2015 (Squandering the Blue, 1990)
- Mihàlis Ganas, Quelques femmes, trad. Michel Volkovitch, nouvelles, 2015 (en grec : Γυναικών, 2010)
- Jérôme Lafargue, En territoire Auriaba, roman, 2015
- Monique Rivet, Le Cahier d'Alberto, roman, 2015
- Stéphane Vanderhaeghe, Charøgnards, roman, 2015
- Yannis Tsirbas, Victoria n'existe pas, trad. Nicolas Pallier, novella, 2015 (en grec  : H βικτώρια δεν υπάρχει, 2013)
- Philippe Annocque, Pas Liev, roman, 2015
- Gabriel Josipovici, Infini - L'Histoire d'un moment, trad. Bernard Hoepffner, roman, 2016 (Infinity: The Story of a Moment, 2012)
- Stéphane Padovani, Le bleu du ciel est déjà en eux, nouvelles, 2016
- Chrìstos Ikonòmou, Ça va aller, tu vas voir, trad. Michel Volkovitch, nouvelles, 2016 (en grec : Κάτι θα γίνει, θα δεις, 2010)
- Erwan Larher, Marguerite n'aime pas ses fesses, roman, 2016
- Frédéric Fiolof, La Magie dans les villes, roman, 2016
- Julien d'Abrigeon, Sombre aux abords, nouvelles, 2016
- Reinhard Jirgl, Le Silence, trad. Martine Rémon, roman, 2016 (Die Stille, 2009)
- Julien Bosc, Le Corps de la langue, poésie, 2016
- Christophe Levaux, La Disparition de la chasse, roman, 2017
- Pär Thörn, Le Chronométreur, trad. Julien Lapeyre de Cabanes, roman, 2017 (Tidstudiemannen, 2008)
- Philippe Annocque, Élise et Lise, roman, 2017
- Gabriel Josipovici, Dans le jardin d'un hôtel, trad. Vanessa Guignery, roman, 2017 (In a Hotel Garden, 1993)
- Karsten Dümmel, Le Temps des immortelles, trad. Martine Rémon, roman, 2017 (Strohblumenzeit, 2014)
- Chrìstos Ikonòmou, Le salut viendra de la mer, trad. Michel Volkovitch, roman, 2017 (en grec : Το καλό θα 'ρθει από τη θάλασσα, 2014)
- Rafael Menjívar Ochoa, Le directeur n'aime pas les cadavres, trad. Thierry Davo, roman, 2017 (Al director no le gustan los cadáveres, 2005)
- Erwan Larher, Le livre que je ne voulais pas écrire, roman, 2017
- Benoît Reiss, L'Anglais volant, roman, 2017
- Stéphane Vanderhaeghe, À tous les airs (ritournelle), roman, 2017
- Horacio Quiroga, Les persécutés suivi de Histoire d'un amour trouble, trad. Antonio Werli, nouvelles, 2017 (Los perseguidos, 1905 / Historia de un amor turbio, 1908)
- Éric Plamondon, Taqawan, roman, 2018
- Eleonore Frey, En route vers Okhotsk, trad. Camille Luscher, roman, 2018 (Unterwegs nach Ochotsk, 2014)
- Mathieu Brosseau, Chaos, roman, 2018
- John Herdman, La confession, trad. Maïca Sanconie, roman, 2018 (Ghostwriter, 1996)
- Julien Syrac, Berlin on/off, roman, 2018
- Anne Karen, Rouge encor du baiser de la reine, roman, 2018
- Philippe Annocque, Seule la nuit tombe dans ses bras, roman, 2018
- Cécile Portier, De toutes pièces, roman, 2018
- Maria Efstathiadi, Hôtel Rouge, trad. Anne-Laure Brisac, roman, 2018 (en grec : Το κόκκινο ξενοδοχείο, 2008)
- Marcel Moreau, À dos de Dieu, poésie, 2018
- Hans Limon, Poéticide, poésie, 2018
- Yan Allégret, Les enfants éblouis, poésie, 2018
- Laurence Teper, Un cadenas sur le cœur, roman, 2019
- Gregor Sander, Retour à Budapest, trad. Nicole Thiers, roman, 2019 (Was gewesen wäre, 2014)
- Manuel Candré, Des voix, roman, 2019
- Éric Plamondon, Oyana, roman, 2019
- Mènis Koumandarèas, Mauvais Anges, trad. Michel Volkovitch, nouvelles, 2019 (en grec : Σεραφείμ και Χερουβείμ, 1990)
- Leopoldo Lugones, Les Forces étranges, trad. Antonio Werli, nouvelles, 2019 (Las fuerzas extrañas, 1906)
- Erwan Larher, Pourquoi les hommes fuient ?, roman, 2019
- Jérôme Lafargue, Le temps est à l'orage, roman, 2019
- Lionel Bourg, C'est là que j'ai vécu, roman, 2019
- Michel Vittoz, Danses du destin, roman, 2019
- Didier Da Silva, Dans la nuit du 4 au 15, nouvelles, 2019
- Luc Blanvillain, Le répondeur, roman, 2020
- Arno Camenisch, Derrière la gare, trad. Camille Luscher, roman, 2020 (en allemand : Hinter dem Bahnhof, 2010)
- Arno Camenisch, Ustrinkata, trad. Camille Luscher, roman, 2020 (en allemand : Ustrinkata, 2012)
- Pierre Terzian, Ça fait longtemps qu'on s'est jamais connu, roman, 2020
- Yannis Palavos, Blague, roman, 2020
- Caroline Deyns, Trencadis, roman, 2020
- Gabrielle Wittkop, Hemlock, roman, 2020
- Philippe Annocque, Les singes rouges, roman, 2020
- Anna Dubosc, Bruit dedans, roman, 2020